# Julidagarna
Julidagarna syftar på händelser som ägde rum i Petrograd (St Petersburg) i Ryssland 3-7 juli 1917 enligt den julianska kalendern (16-20 juli enligt den gregorianska) där soldater och industriarbetare spontant började demonstrera mot den ryska provisoriska regeringen. Bolsjevikerna försökte leda demonstrationerna.
Militären attackerade de fredliga demonstrationerna och förtryckte bolsjevikerna. Lenin gömde sig medan andra ledande bolsjeviker fängslades. Resultatet var en tillfällig nedgång i bolsjevikernas makt och inflytande under perioden innan oktoberrevolutionen.

### Fotnoter
1. ↑  ”Reasons for the success of the October Revolution, 1917” (på engelska). BBC. https://www.bbc.co.uk/bitesize/guides/zyc72hv/revision/5. Läst 24 augusti 2019.